# Közép- és Kelet-afrikai labdarúgó-szövetségek tanácsa
A Közép- és Kelet-afrikai labdarúgó-szövetségek tanácsa (angolul: Council for East and Central Africa Football Associations, franciáu: Conseil des Associations de Football d'Afrique de l'Est et Centrale, rövidítve: CECAFA) 1973-ban alakult. Az Afrikai Labdarúgó-szövetség regionális szövetségének 12 tagállama van. Alapítók voltak: Kenya, Szomália, Tanzánia, Uganda és Zanzibár.
Dzsibuti, Szomália és Szudán az Egyesült Arab Labdarúgó-szövetségnek (UAFA) is a tagjai.

## Tagállamok
- Burundi
- Dél-Szudán
- Dzsibuti
- Eritrea
- Etiópia
- Kenya
- Ruanda
- Szomália
- Szudán
- Tanzánia
- Uganda
- Zanzibár

## Labdarúgó-események
- CECAFA-kupa

## Külső hivatkozások
A CECAFA hivatalos weboldala